# Pirritangare
De pirritangare (Chlorospingus inornatus) is een zangvogel uit de familie Emberizidae (Gorzen).

## Verspreiding en leefgebied
Deze soort is endemisch in oostelijk Panama.